# Kimberley (Südafrika)
Kimberley ist die Hauptstadt der südafrikanischen Provinz Nordkap. Sie liegt in der Gemeinde Sol Plaatjie im Distrikt Frances Baard. Kimberley hat 96.977 Einwohner (Stand: 2011) und ist damit auch die größte Stadt der Provinz.

## Geografie

### Lage
Die Stadt liegt an der Mündung des Vaal in den Oranje an der östlichen Grenze von Nordkap zur Provinz Freistaat. Ostwärts liegt Bloemfontein, die sechstgrößte Stadt des Landes. Weitere größere Städte liegen nicht in der Umgebung. Nach Westen hin liegt in größerer Entfernung die Stadt Upington.

### Klima
Der Sommer in Kimberley dauert ungefähr von November bis Februar. Die durchschnittlichen Höchsttemperaturen liegen dann bei über 30 Grad Celsius. Die Sommermonate sind auch die regenreichsten, vor allem zu Jahresbeginn liegen die Niederschläge weit über dem Jahresdurchschnitt. Von Januar bis März gibt es durchschnittlich zehn Tage mit Niederschlag im Monat. Feuchtester Monat ist der Februar mit durchschnittlich 76 mm Niederschlag.
Die kälteste und zugleich trockenste Phase ist zwischen Juni und August. So gibt es im Juli durchschnittlich nur zwei Tage mit Niederschlag und 27 mm Niederschlag insgesamt. Die mittlere Höchsttemperatur liegt in diesem Monat bei 19 Grad Celsius, der Tiefstwert meist bei rund 3 °C. Temperaturen unter null Grad sind in Kimberley die Ausnahme, der Rekordtiefstwert liegt bei −8 °C.
|                       | Jan  | Feb  | Mär  | Apr  | Mai  | Jun  | Jul  | Aug  | Sep  | Okt  | Nov  | Dez  |   |      |
| Mittl. Tagesmax. (°C) | 32,8 | 31,0 | 28,8 | 24,7 | 21,4 | 18,2 | 18,8 | 21,3 | 25,5 | 27,8 | 30,2 | 32,1 | ⌀ | 26   |
| Mittl. Tagesmin. (°C) | 11,9 | 17,3 | 15,2 | 10,8 | 6,5  | 3,2  | 2,8  | 4,9  | 8,9  | 11,9 | 14,6 | 16,6 | ⌀ | 10,3 |
|                       |      |      |      |      |      |      |      |      |      |      |      |      |   |      |
| Niederschlag (mm)     | 57   | 76   | 64   | 51   | 16   | 7    | 7    | 7    | 12   | 30   | 42   | 46   | Σ | 415  |
|                       |      |      |      |      |      |      |      |      |      |      |      |      |   |      |
| Sonnenstunden (h/d)   | 9,9  | 9,2  | 8,6  | 8,7  | 9,1  | 8,8  | 9,2  | 9,7  | 9,6  | 9,8  | 10,4 | 10,7 | ⌀ | 9,5  |
|                       |      |      |      |      |      |      |      |      |      |      |      |      |   |      |
| Regentage (d)         | 6    | 7    | 7    | 5    | 3    | 1    | 0    | 1    | 1    | 4    | 5    | 5    | Σ | 45   |
|                       |      |      |      |      |      |      |      |      |      |      |      |      |   |      |
| Luftfeuchtigkeit (%)  | 45   | 53   | 57   | 59   | 54   | 53   | 48   | 41   | 36   | 40   | 42   | 42   | ⌀ | 47,5 |

| 11,9 |

| 17,3 |

| 15,2 |

| 10,8 |

| 6,5 |

| 3,2 |

| 2,8 |

| 4,9 |

| 8,9 |

| 11,9 |

| 14,6 |

| 16,6 |

| 11,9 |

| 17,3 |

| 15,2 |

| 10,8 |

| 6,5 |

| 3,2 |

| 2,8 |

| 4,9 |

| 8,9 |

| 11,9 |

| 14,6 |

| 16,6 |

## Geschichte

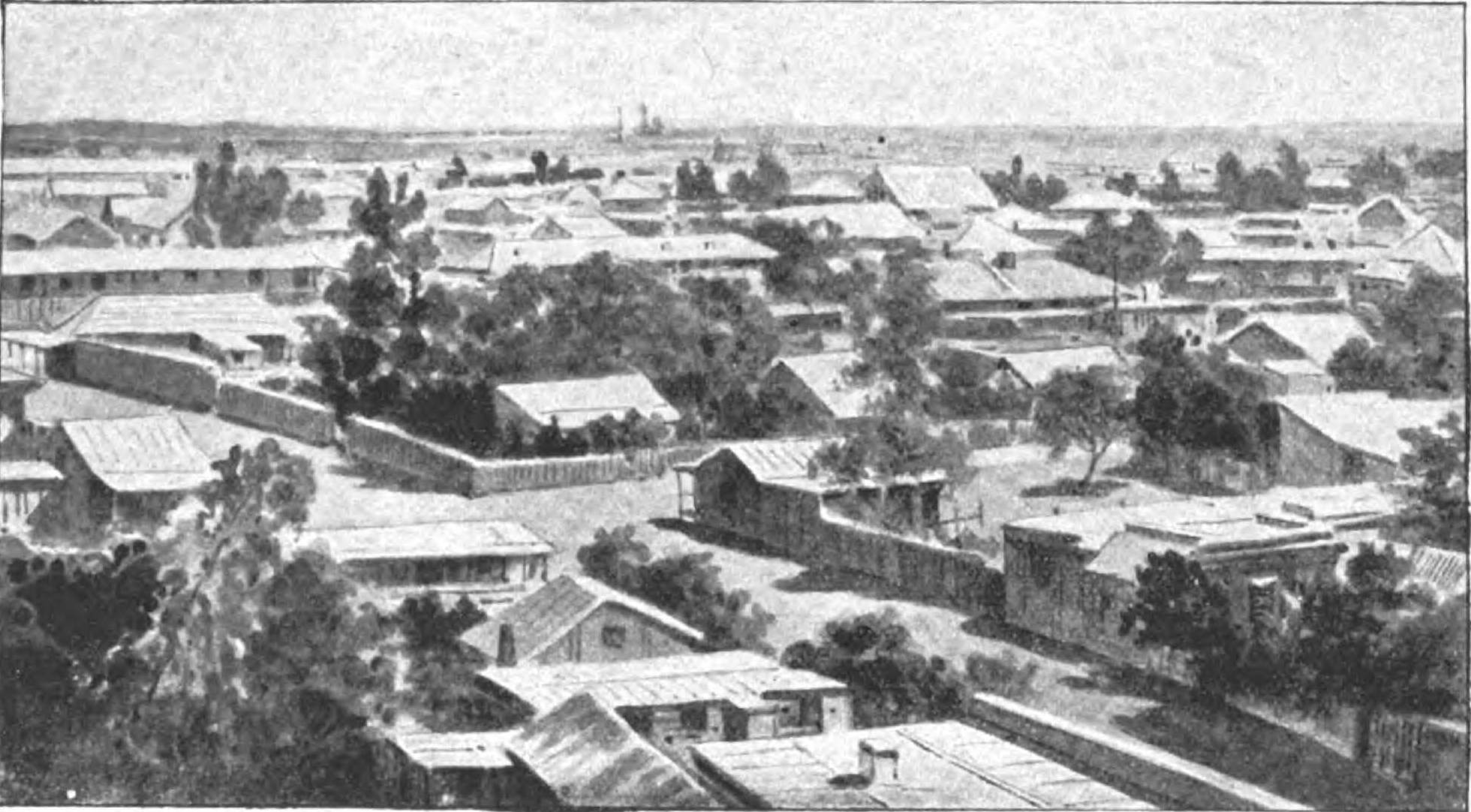
Kimberley im Jahr 1899.

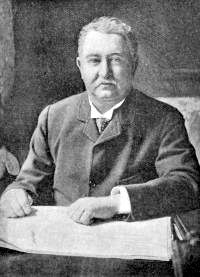
Cecil Rhodes

1866 wurden Diamanten nahe dem Oranje und später auch auf einem Hügel im heutigen Zentrum entdeckt. Drei Jahre später, im Jahre 1869, fand man den ersten Diamanten im Muttergestein (des später danach benannten) Kimberlit. Daraufhin setzte ein „Diamantenrausch“ ein und die Stadt Vooruitzigt bzw. New Rush entstand. In wenigen Monaten wuchs die Stadt auf über 30.000 Einwohner. 1871 wurden die Diamantenfelder von verschiedenen Seiten beansprucht und nach einem Mediationsprozess dem Griqua-Führer Nikolaas Waterboer zugesprochen, der sich unter britisches Protektorat begab. In der Folge wurde am 27. Oktober 1871 Griqualand West proklamiert und nach Verzögerungen in London wurde New Rush per Proklamation vom 5. Juli 1873 in Kimberley umbenannt, nach dem britischen Kolonialminister, dem Earl of Kimberley. Griqualand West wurde per Griqualand West Annexation Act (Westgriqualand-Annexionsgesetz) am 27. Juli 1877 an die Kapkolonie angegliedert.
Die Diamanten wurden von hunderten Diamantensuchern in einzelnen Claims im Tagebau abgebaut. Drei Faktoren führten dazu, dass dieser Abbau zu Ende ging:
- Mit zunehmender Tiefe wurde der Tagebau schwieriger, teurer und gefährlicher,
- eine internationale Finanzkrise 1873 führte zu einem Preisverfall bei Diamanten und
- die diamantenführende Gesteinsschicht des yellow ground war durchgraben; nur Wenige glaubten, in tieferen Schichten ebenso Diamanten zu finden.[4]

Cecil Rhodes, der sich in den Jahren zuvor vorwiegend mit dem Diamantenhandel beschäftigt hatte, kaufte die nun weniger ertragreichen und weniger aussichtsreichen Minen auf und gründete die Firma De Beers, benannt nach den ursprünglichen Eigentümern der Farm, auf der die Diamantenfelder lagen. Er erwarb dann auch die Aktienmehrheit der Firma Barnato Brothers and Company seines Gegenspielers Barney Barnato und fusionierte die beiden Firmen unter dem Dach von De Beers. Schließlich verkauften die Barnato Brüder ihren Aktienanteil an Rhodes für £ 5.338.650.
Der Abbau der Diamanten wurde im Untertagebau fortgesetzt. Die bekannteste Diamantenmine ist das Big Hole.
Während des Zweiten Burenkrieges (1899–1902) war Kimberley eine Garnison des britischen Militärführers Redvers Buller. Dennoch gelang den burischen Generälen Jan Christiaan Smuts, Louis Botha und James Barry Munnick Hertzog zwischen dem 14. Oktober 1899 und dem 15. Februar 1900 die zwischenzeitliche Belagerung des Gebietes.
Im Jahr 1912 fusionierte Kimberley mit der benachbarten Stadt Beaconsfield zur City of Kimberley.

## Politik
Bei den nationalen Parlamentswahlen 2009 erhielt der African National Congress (ANC), die Partei von Präsident Jacob Zuma, 62,6 Prozent, die Democratic Alliance (DA) 16,7 Prozent der Stimmen in Kimberley. Als Provinzhauptstadt von Nordkap erfüllt Kimberley viele verwaltungstechnische Aufgaben.
Weltweite politische Aufmerksamkeit erhielt die Stadt im Mai 2000, als sich dort Vertreter mehrerer Diamanten produzierender Länder aus dem südlichen Afrika trafen, um den sogenannten Kimberley-Prozess zu beschließen. Dabei handelt es sich um ein komplexes System, das über staatliche Herkunftszertifikate den Handel mit sogenannten Blutdiamanten verhindern soll. Als Blutdiamanten werden geschmuggelte Diamanten bezeichnet, durch die verschiedene Kriege in Afrika finanziert wurden bzw. werden. Inzwischen beteiligen sich 47 Länder (die Länder der EU als eines gerechnet) am Kimberley-Prozess.

## Verkehr

### Luftverkehr
Der Flughafen Kimberley (IATA-Code: KIM) ist mit mehr als 150.000 Fluggästen jährlich der achtgrößte Flughafen Südafrikas und war 2008/2009 der einzige internationale Flughafen in Südafrika mit steigendem Fluggastaufkommen. Er befindet sich sieben Kilometer südlich des Stadtzentrums. Sein Einzugsgebiet liegt hauptsächlich im östlichen Teil der Provinz Nordkap, Linienflüge gibt es in verschiedene südafrikanische Großstädte.

### Bahnverkehr
Regelmäßige Zugverbindungen gibt es unter anderem nach Kapstadt, Gqeberha und Johannesburg. Sie werden von der Bahngesellschaft Transnet Freight Rail betrieben.
Kimberley verfügt über eine zwei Kilometer lange Straßenbahnstrecke und damit über die einzige Straßenbahn Südafrikas. Sie wurde 1985 eingerichtet und dient vor allem touristischen Zwecken.

### Straßenverkehr
Von Kimberley führt die Nationalstraße N8 ostwärts nach Bloemfontein. Die Nationalstraße N12 durchquert Kimberley in Nordost-Südwest-Richtung.

## Infrastruktur und Wirtschaft

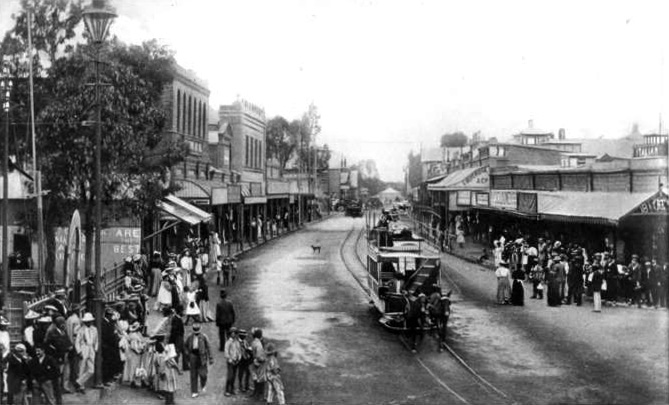
Die Du Toit Span Road Kimberley im Jahr 1899. Links kann man die elektrischen Straßenlaternen erkennen.

### Wirtschaft
Die Stadt war Gründungsort von Südafrikas erster Wertpapierbörse, der Kimberley Royal Stock Exchange. Sie wurde am 2. Februar 1881 eröffnet.
Noch heute lebt die Stadt teilweise vom Diamantenabbau, dennoch tragen die Minen der Stadt nur noch etwa 5 % zur gesamten südafrikanischen Diamantenförderung bei. Zu einem weiteren bedeutenden Wirtschaftszweig ist mittlerweile der Tourismus geworden.

### Infrastruktur
Als erste Stadt der Südhalbkugel der Erde bekam Kimberley am 2. September 1882 elektrische Straßenbeleuchtung.

### Medien
Die erste Tageszeitung erschien erstmals am 15. Oktober 1870 unter dem Namen Diamond Field. Weitere historische Zeitungen aus dieser Zeit waren die Diamond News und der Independent. Die derzeitige Tageszeitung der Stadt heißt Diamond Fields Advertiser und erscheint seit dem 23. März 1878. Eine andere täglich erscheinende, allerdings afrikaanssprachige Zeitung ist das Volksblad. Es erscheint im Naspers-Verlag und hat seinen Hauptsitz in Bloemfontein, unterhält aber für die Provinz Nordkap einen Lokalteil. Das Blatt gibt es seit dem 18. November 1804, seit 1925 erscheint es täglich.

## Bildungswesen
Derzeit verfügt die Stadt über folgende weiterführende Schulen (Stand 2010):
- Adamantia
- Diamantveld
- Kimberley Boys’ High School
- Kimberley Girls’ High School
- Northern Cape High School
- St Boniface College, Galeshewe
- St Cyprian’s Grammar School
- St Patrick’s College, Kimberley (früher CBS Kimberley)
- Technical High School Kimberley (HTS Kimberley)

Die Perseverance School und das Gore Browne Training College wurden zur Zeit der Apartheid wegen des Group Areas Act geschlossen.

## Kultur und Sehenswürdigkeiten

### The Big Hole

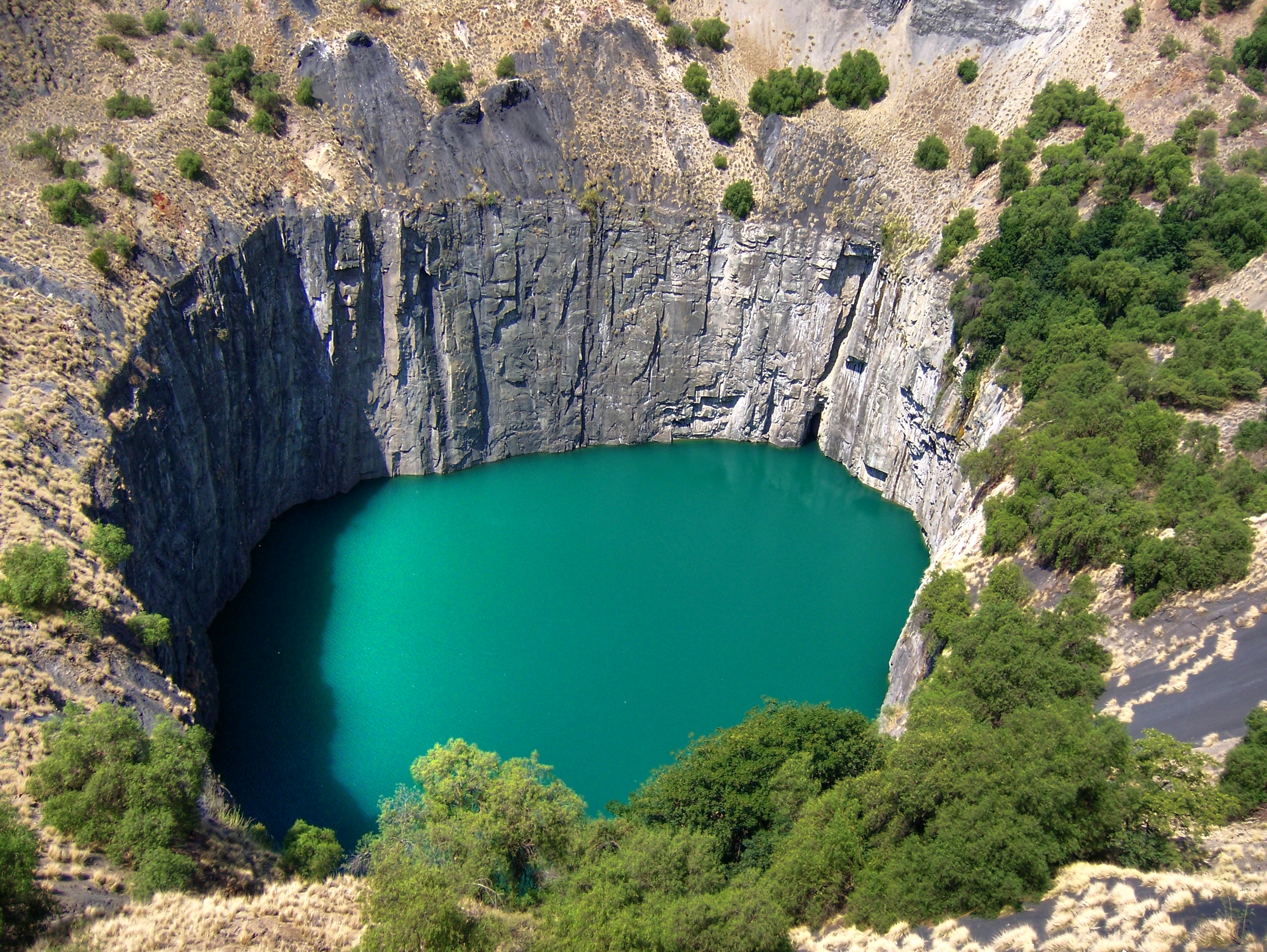
The Big Hole

The Big Hole (deutsch: Das große Loch) ist das Tagebaurestloch der ehemaligen Kimberley Mine. Aus dem Big Hole wurden insgesamt 2722 Kilogramm Diamanten gefördert. Der Tagebau wird oft als das „größte je von Menschenhand gegrabene Loch“ bezeichnet. In unmittelbarer Nähe des Big Hole befindet sich das Kimberley Mine Museum. Von einer Aussichtsplattform kann man einen Blick in das riesige Loch werfen. Im Museum befindet sich außerdem die De Beers Hall, in welcher eine Sammlung von ungeschliffenen Rohdiamanten und einigen Replikaten von Diamanten zur Schau steht.

### Ernest Oppenheimer Memorial Gardens
Die Gärten mit dem Diggers Fountain mit fünf lebensgroßen Plastiken von Diamantenschürfern im Mittelpunkt ehren den Diamantminen-Besitzer Ernest Oppenheimer. Er war ebenfalls Bürgermeister von Kimberley, außerdem war er Mitbegründer der Anglo American Corporation.

### Museen und Galerien
Im McGregor Museum ist viel zur Geschichte und Ökologie der Provinz Nordkap ausgestellt. Auch zur Stadtgeschichte Kimberleys und zu den Weltreligionen gibt es dort Ausstellungen. Cecil Rhodes hatte das Haus 1897 als Hotel und Sanatorium für wohlhabende Menschen erbaut, während der Belagerung durch die Buren um die Jahrhundertwende wohnte Rhodes selbst dort. Seit dem 24. September 1907 existiert in dem Gebäude das Museum.
In der Duggan-Cronin Gallery kann man etwa 8000 Fotografien sehen, die Alfred Duggan-Cronin zwischen 1919 und 1939 von den ursprünglichen Bewohnern der Region und ihren Traditionen gemacht hat. Des Weiteren werden dort unter anderem originale Felszeichnungen ausgestellt.
Weitere Museen sind das Alexander McGregor Memorial Museum (naturwissenschaftliche und archäologische Ausstellungen) und die Humphreys Art Gallery (Kunstsammlung).

### Africana Library
In der Bibliothek Africana Library werden seltene Druckwerke, Handschriften, Fotografien und Karten mit Themenbezug zu Südafrika aufbewahrt. Der Sammlungsschwerpunkt liegt dabei auf der Region Kimberley, dem Diamantenbergbau sowie der Geologie und Archäologie im nördlichen Teil der Kapregion. Die Sammlung entstand 1887 als Sammlungsbereich in der ehemaligen Kimberley Public Library. Europäische Einwanderer hinterließen Frühdrucke, der älteste von 1475, und Handschriften aus dem 17. Jahrhundert. Die Sammlungen sind in einem historischen Gebäude untergebracht.

### Kirchen
Die bekannteste Kirche ist die anglikanische Cathedral Church of St. Cyprian. Sie hat das längste Kirchenschiff Südafrikas. Weitere Kirchen sind unter anderem die Kimberley Seventh-day Adventist Church und die römisch-katholische St Mary’s Cathedral des Bistums Kimberley.

### Weitere Gebäude
- De Beers’s Consolidated Mines Limited Head Office (ehemaliger Hauptsitz De Beers)
- Harry Oppenheimer House (Diamanten werden hier bewertet)
- Star of West Club (erste Kneipe Kimberleys)

### Sport
Der ehemalige Trainer der südafrikanischen Cricket-Nationalmannschaft, Micky Arthur, stammt wie die bekannten ehemaligen Cricket-Spieler Nipper Nickelson, Xenophon Balascas, Ken Viljoen, Ronnie Draper und Pat Symcox aus der Stadt. Das Stadion De Beers Diamond Oval (Kapazität: 11.000 Zuschauer) in Kimberley war außerdem einer der Austragungsorte des Cricket World Cup 2003.
Die GWK Griquas, ein Verein im südafrikanischen Rugby Union, ist im Hoffe Park Stadium (Kapazität: 18.000 Zuschauer) in der Stadt beheimatet.
Karen Muir, die in Kimberley geboren wurde, brach bei den Juniorenweltmeisterschaften im Schwimmen in Blackpool im Alter von nur 12 Jahren den Weltrekord in der 110-Yards-Rückenschwimmen-Distanz. Damit wurde sie die jüngste Athletin, die je einen Weltrekord gebrochen hatte.

## Söhne und Töchter der Stadt
- Manie Maritz (1876–1940), Burenoffizier im Zweiten Burenkrieg
- Averil Maud Bottomley (1889–1984), Mykologin
- Lionel Tapscott (1894–1934), Tennis- und Cricketspieler
- Bevil Rudd (1894–1948), Leichtathlet und Olympiasieger
- Kurt Kolle (1898–1975), Psychiater und Buchautor
- Zachariah Keodirelang Matthews (1901–1968), Professor für Anthropologie, ANC-Politiker und botswanischer Diplomat
- Jessie Vihrog (1907–1996), deutsche Schauspielerin
- Harry Oppenheimer (1908–2000), Unternehmer im Diamantenhandel
- Gideon Nxumalo (1929–1970), Musiker, Komponist, Moderator
- Karen Muir (1952–2013), Schwimmerin
- Christine Qunta (* 1952), Schriftstellerin, Anwältin und Unternehmerin
- Dipuo Peters (* 1960), Politikerin
- Noel Andrew Rucastle (* 1968), Geistlicher und römisch-katholischer Bischof von Oudtshoorn
- Jacques Nienaber (* 1972), Trainer in der Rugby Union
- Reeza Hendricks (* 1989), Cricketspieler
- Chantelle Esau (* 1990), Fußballspielerin
- Nathan Lynn (* 1992), Schauspieler
- Bernadine Bezuidenhout (* 1993), neuseeländisch-südafrikanische Cricketspielerin